# Junniusz Anneusz Gallio
Junniusz Anneusz Gallio (Iunnius Annaeus Gallio) także Lucjusz Junniusz Gallio (Lucius Iunnius Gallio), właściwie Anneusz Nowatus, Annaeus Novatus (ur. pomiędzy 4 p.n.e. a 1 n.e. - zm. ok. 65) – syn Seneki Starszego, brat Seneki Młodszego. Prokonsul Achai około 51–52 roku.

## Dane biograficzne
Ojciec Nowata Lucjusz Anneusz Seneka Starszy pochodził z rodziny rzymskich kolonów osiadłych w Kordowie. Posiadany majątek pozwolił mu na wstąpienie w szeregi ekwitów i spędzanie dłuższego czasu w Rzymie. Matka Helwia, należąca do rzymskiej arystokracji Kordowy, przyszła na świat około 20 p.n.e. Datę urodzin Nowata określa się na podstawie daty urodzin jego młodszego brata. Z informacji znajdujących się w pismach Seneki Młodszego, uczeni wywodzą, że urodził się on pomiędzy 4 p.n.e. a 2 n.e. W tym mniej więcej przedziale czasowym należy więc umieścić przyjście na świat Nowata. Jeżeli Seneka Młodszy urodził się w 4 p.n.e., to jego starszy brat nie mógł urodzić się pomiędzy 4 p.n.e. a 2 n.e.
Jako mali chłopcy obydwaj bracia przybyli wraz z ojcem do Rzymu, matka pozostała w Kordowie, gdzie zarządzała majątkiem. W Rzymie Nowatus i Seneka pobierali nauki: najpierw gramatyki w prywatnej szkole, a następnie wymowy u retora Lucjusza Junniusza Galliona. Nowatus został ulubionym uczniem retora, który w późniejszym czasie adoptował go. Datę adopcji Nowata można ustalić tylko z pewnym przybliżeniem w oparciu o pisma jego brata. Seneka Młodszy poświęcił bratu dwa ze swoich dialogów: O gniewie (De ira) i O życiu szczęśliwym (De Vita beata). W dialogu O gniewie autor zwraca się do brata imieniem Nowatus, w dialogu O życiu szczęśliwym nazywa go już Gallionem. Dialog O gniewie został napisany najwcześniej w 41 roku. Daty powstania O życiu szczęśliwym nie można ustalić w sposób pewny, najprawdopodobniej utwór powstał około roku 58. Datę adopcji Nowata pomogła nieco uściślić odnaleziona na początku XX wieku inskrypcja pochodząca najpóźniej z 52 roku, na której Nowatus pojawia się również pod imieniem Galliona. Adopcja musiała więc nastąpić pomiędzy 41 a 52 rokiem. Tymczasem w 39 roku zmarł ojciec Nowata, w dwa lata później (41) młodszy brat – Seneka został przez cesarza Klaudiusza zesłany na Korsykę, z której wrócił po śmierci Messaliny w 49 roku, by w następnych latach awansować na stanowisko wychowawcy następcy tronu, drugiej po cesarzu osoby w państwie.
Z Dziejów Apostolskich 18, 12–17 wiadomo, że za panowania cesarza Klaudiusza Gallio sprawował urząd prokonsula prowincji Achai i rezydował w Koryncie. Odnaleziona w 1905 roku w Delfach inskrypcja pozwoliła na ustalenie, że Gallio sprawował ten urząd stosunkowo późno – około 51 i 52 roku. Nie można ustalić dokładnie okresu, przez jaki Gallio sprawował swój urząd, ponieważ istniały przynajmniej dwa systemy powoływania konsulów: per sortem, drogą losowania, na okres jednego roku od wiosny do wiosny, i extra sortem, który mógł być wydany w każdej porze roku i zazwyczaj nie określał czasu pełnienia urzędu. Z korespondencji Seneki (Ep.  CIV, 1) wiadomo jednak, że Gallio, nie znosząc klimatu Achai, krótko piastował urząd prokonsula. Wychodząc z tych przesłanek uczeni najczęściej sytuują konsulat Galliona na okres pomiędzy 51 a 52 rokiem. Od Kasjusza Diona wiadomo, że w 59 roku Gallio pełnił funkcję herolda podczas występu Nerona w teatrze, w którym udział wzięli również Seneka Młodszy i Burrus. Po śmierci Seneki Młodszego w 65 roku, oskarżonego o udział w spisku Pizona, również Gallio został publicznie nazwany wrogiem i ojcobójcą, i podobnie jak jego brat został ostatecznie zgładzony z rozkazu Nerona.

## Gallio wDziejach Apostolskich
Relację na temat jedynego znanego wydarzenia z życia Galliona przynoszą Dzieje Apostolskie w związku z oskarżeniem przez Żydów Pawła Apostoła przed sądem w Koryncie. Jako rzymski prokonsul Gallio rozstrzygał codziennie rano sprawy o cięższe przestępstwa, przede wszystkim o morderstwo lub cudzołóstwo, zasiadając w swym sądzie (dosłownie: ławie sędziowskiej), na podwyższeniu znajdującym się po prawej stronie korynckiego forum. Żydzi, którzy przyprowadzili Pawła przed oblicze prokonsula oskarżyli go o to że:  namawia ludzi, aby czcili Boga niezgodnie z Prawem. Sądy rzymskie rozpatrywały przypadki naruszenia prawa rzymskiego, pozostawiając Żydom prawo rozstrzygania wewnętrznych kwestii wynikających z ich prawodawstwa. Gallio nie zamierzał ingerować w te sprawy. Zanim więc Paweł zdążył otworzyć usta, odpowiedział Żydom: Gdyby tu chodziło o jakieś przestępstwo albo zły czyn, zająłbym się wami, Żydzi, jak należy, ale gdy spór toczy się o słowa i nazwy, i o wasze Prawo, rozpatrzcie to sami! Ja nie chcę być sędzią w tych sprawach. I wypędził ich, być może przy użyciu siły. Rozstrzygając w ten sposób spór uznał religię Pawła za odmianę judaizmu, a nie za nową, nielegalną religię (religio illicita).
Ocena Galliona nie jest wśród komentatorów jednoznaczna. R. J. Dillon uważa, że biorąc w obronę Pawła, Gallio stał się wzorem przedstawiciela władzy, który zdaniem autora Dziejów nie powinien interesować się prawem religijnym, lecz przestępstwami przeciwko państwu. Inni, nie wykluczając nawet możliwej życzliwości Galliona dla Pawła, sugerują, że mógł skorzystać z niejasności oskarżenia, kierując się asekuranctwem lub wygodnictwem. Wskazują również na pewną wyniosłość i wzgardę rzymskiego prokonsula dla spraw ludów podbitych.
Osoba Galliona daje wgląd w stosunek rzymskich urzędników do chrześcijaństwa w początkowym okresie jego istnienia. Pozwala też na określenie daty pobytu świętego Pawła w Koryncie.